# Sarsi
Sarsi (ofte stavet sarcee og desuden kaldt circer, sussee og sacree samt variationer deraf):vii  er en lille nordamerikansk indianerstamme i Sarcee Indian Reserve i Alberta, Canada. Reservatet grænser helt op til den sydvestligste del af Calgary.:6 
Sarsierne taler en særegen nordøstlig dialekt af det athapasciske sprog.:190  På et tidspunkt udskilte de sig fra beaver stammen i det nordlige eller centrale Alberta og Saskatchewan.:25  Fra at have været et skovfolk:13  levede de fra senest sidst i 1700-tallet og gennem det meste af 1800-tallet som et typisk præriefolk. Stammen var nok kommet i besiddelse af heste omkring 1750:17  og med sikkerhed i 1784.:133  De få sarsier var traditionelt allieret med de stærke blackfoot divisioner og sammen drev de plains kutenai stammen vestpå, væk fra prærien og ind i Rocky Mountains bjergdale.:58 
I starten af 1800-tallet bestod stammen af højst 150 familier.:28  Sarsierne slog gerne lejr i områderne nord eller nordvest for blackfoot folket og holdt til omkring de øvre løb af North Saskatchewan River og Red Deer River øst for Rocky Mountains. Senere i 1800-tallet rykkede de gradvist syd for Red Deer River og holdt til ved Bow River og vidderne omkring det nuværende Calgary.:3  De fulgte og jagtede bisonerne, levede i tipier,:11  søgte visioner,:70  ejede hellige bundter,:76  dansede soldans:  og udkæmpede kampe med fjenderne i f.eks. plains cree stammen:97  og med assiniboinerne.:85 
Sarsierne afstod land til Canada i 1877 og samlede sig derpå i et reservat.:8 